# Hötorget
| Hötorget 1937 och 2007 med Tempohuset och Konserthuset i bakgrunden. |  | Hötorget 1937 och 2007 med Tempohuset och Konserthuset i bakgrunden. |
| Hötorget 1937 och 2007 med Tempohuset och Konserthuset i bakgrunden. |  |                                                                      |

Hötorget är ett torg på Norrmalm i Stockholms innerstad, vid Kungsgatan, mellan Drottninggatan och Sveavägen. Vid Hötorget finns Konserthuset uppfört mellan 1923 och 1926. Torgets södra sida förändrades kraftigt genom Norrmalmsregleringen, när Hötorgscity byggdes under 1960-talet. Varje söndag mellan 08:00 och 18:00 är det loppmarknad på Hötorget.

## Historia

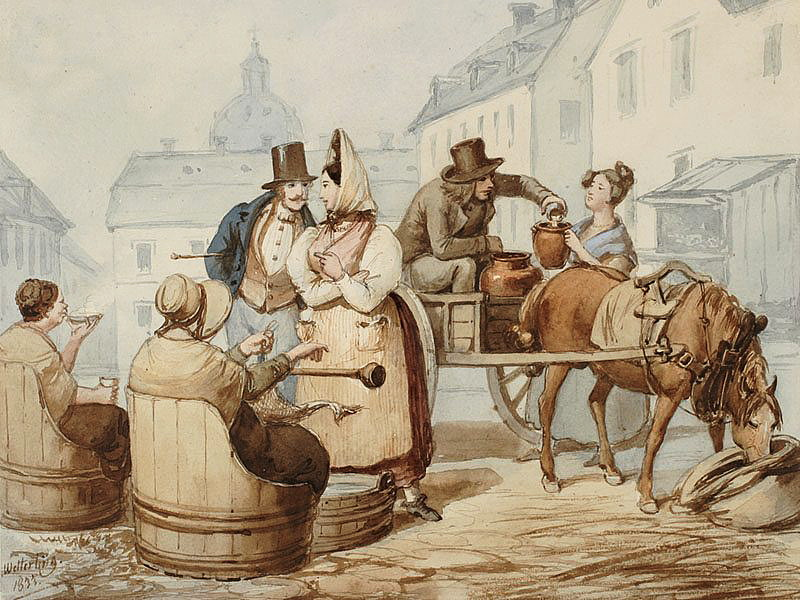
En scen från Hötorget, 1833.

Under vikingatiden och tidig medeltid låg här en by vid namn Väsby som var stor och inflytelserik. När Kungsgatan sprängdes fram genom Brunkeberg hittades flera skelett, rustningar och mynt i sluttningen efter begravda Väsbybor.
Namnet Hötorget är känt sedan 1640-talet. Söder om torget låg från 1620-talet Beridarebanan. Här återfanns även under 1600- och 1700-talen det Meyerska styckgjuteriet. Ett torg (motsvarande dagens Hötorget) finns på Anders Torstenssons första regleringsplan för Norrmalm 1637 och var då ett så kallat axialtorg, det första i Sverige.
Hötorget har i många år varit en torghandelsplats, men den 1 januari 1914 förbjöds av sanitära skäl all torghandel på Hötorget med färskt, rått kött av nötkreatur, får, svin eller häst.
Senare samma år blev det också förbjudet att på torget sälja färskt och flått vilt, plockat fjäderfä, saltad eller rökt fisk, kokta skaldjur, smör, ost, bröd, mjöl och gryn samt lagad mat. Många av livsmedelsförsäljarna flyttade då till de olika saluhallarna och till den nyligen invigda Centralsaluhallen. Kvar fanns dock trädgårdsmästare, grönsaks- och blomsterförsäljare samt några år till även fiskhandlare. Redan 1856 hade man bestämt att handeln med ved och timmer, hö och halm, skulle upphöra på Hötorget och flyttas till Norrmalmstorg.

### Byggnader runt torget

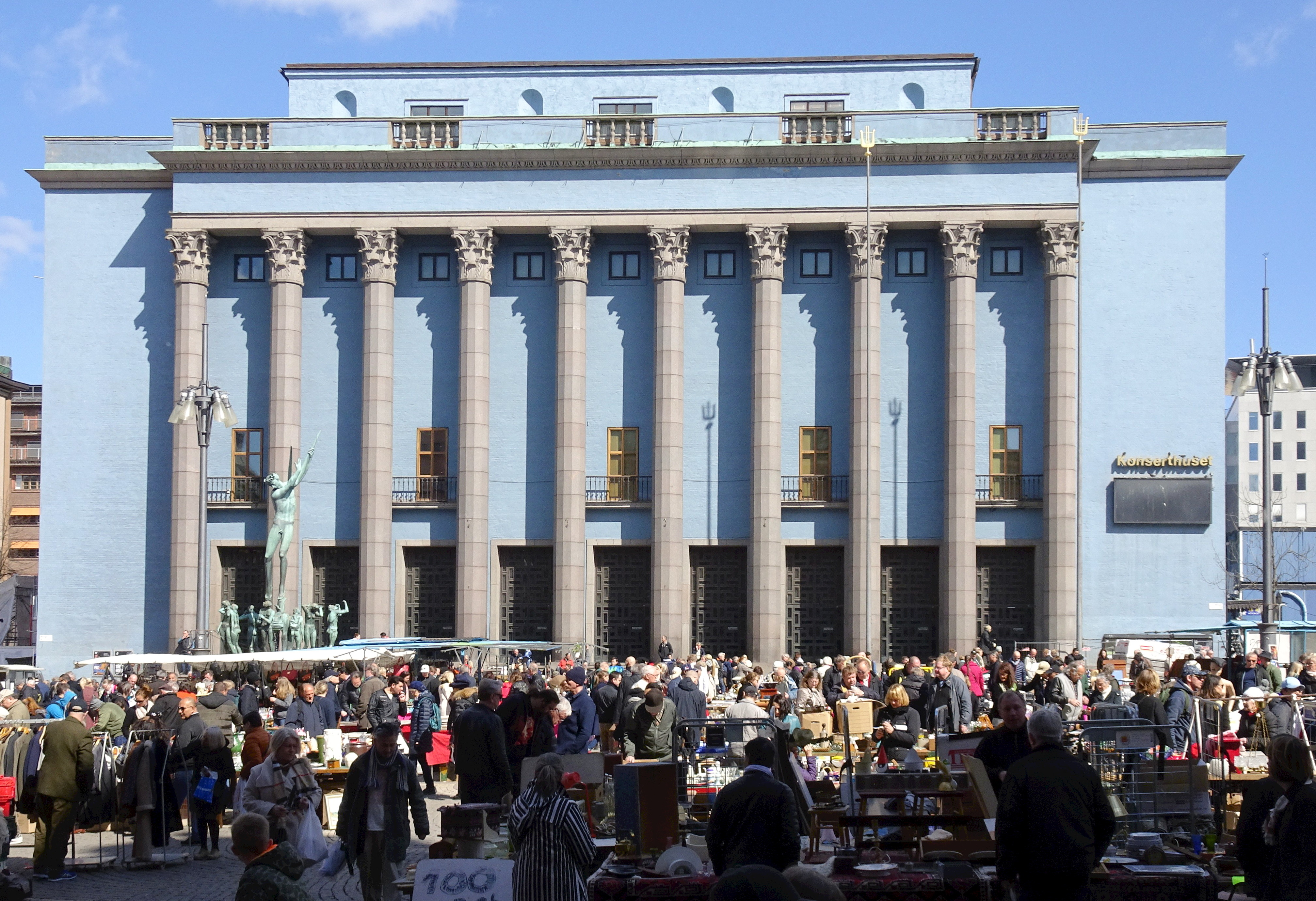
Mot öster (Konserthuset).
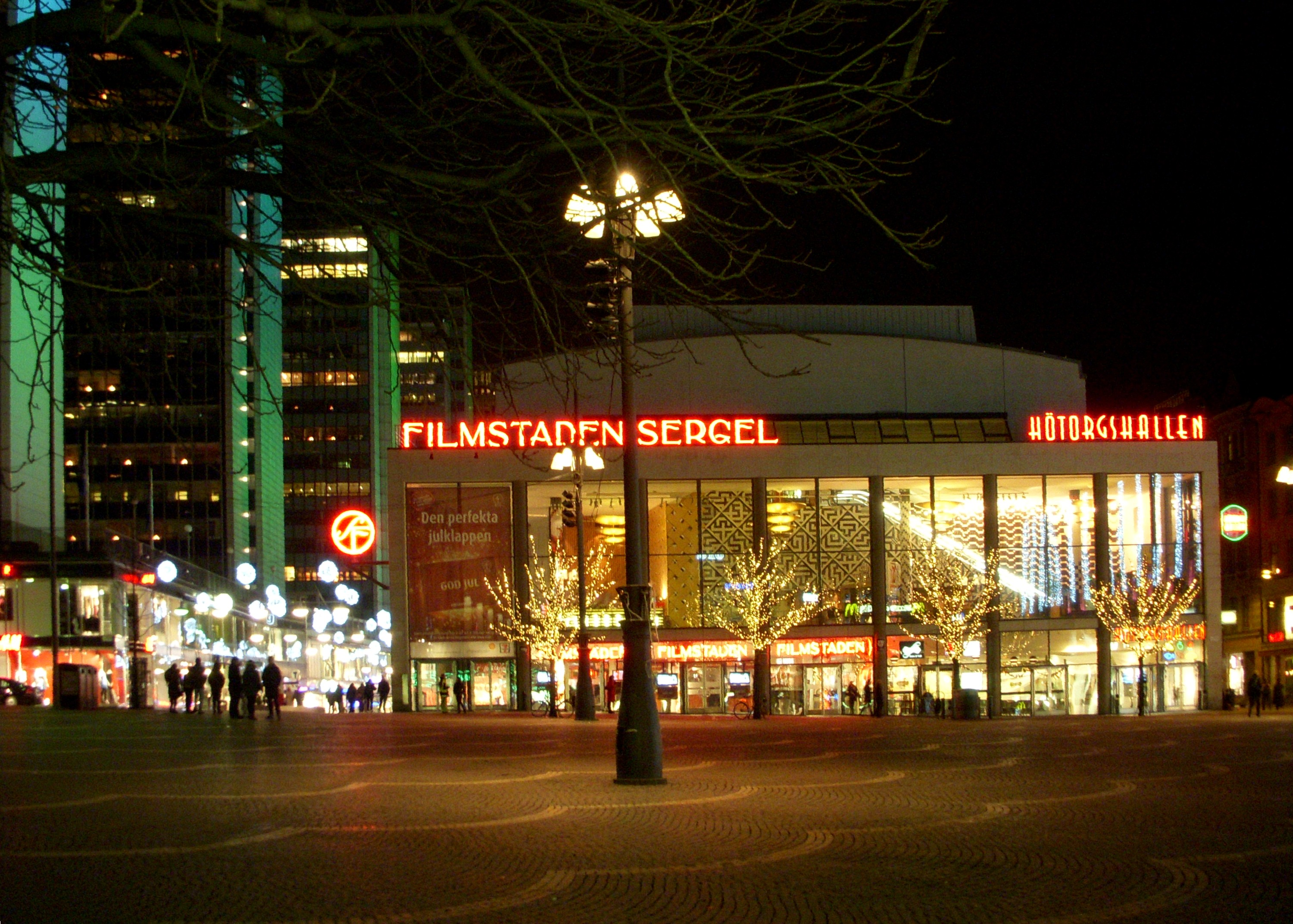
Mot söder (Filmstaden Sergel och Hötorgscity).
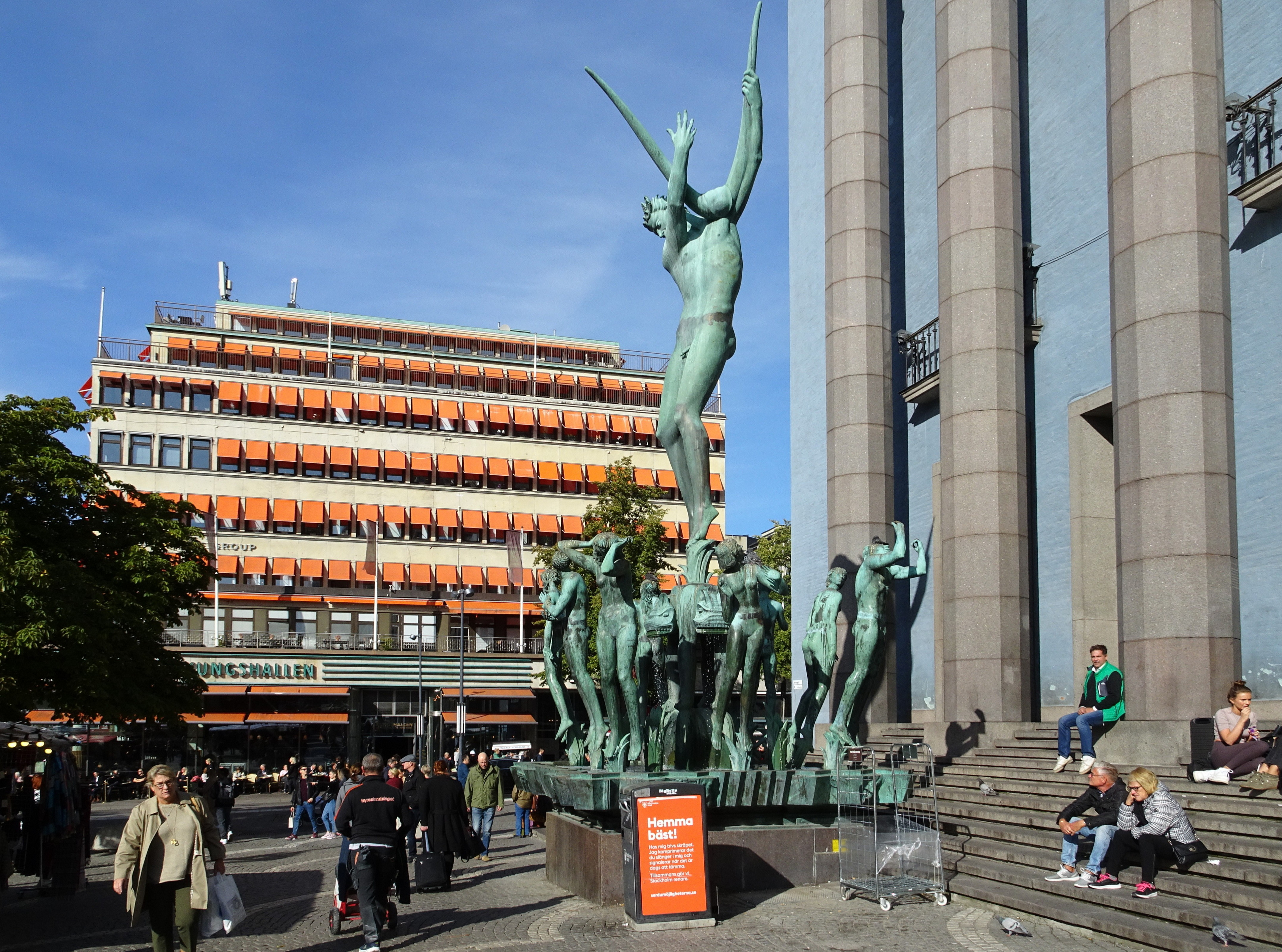
Orfeusgruppen framför Konserthuset.
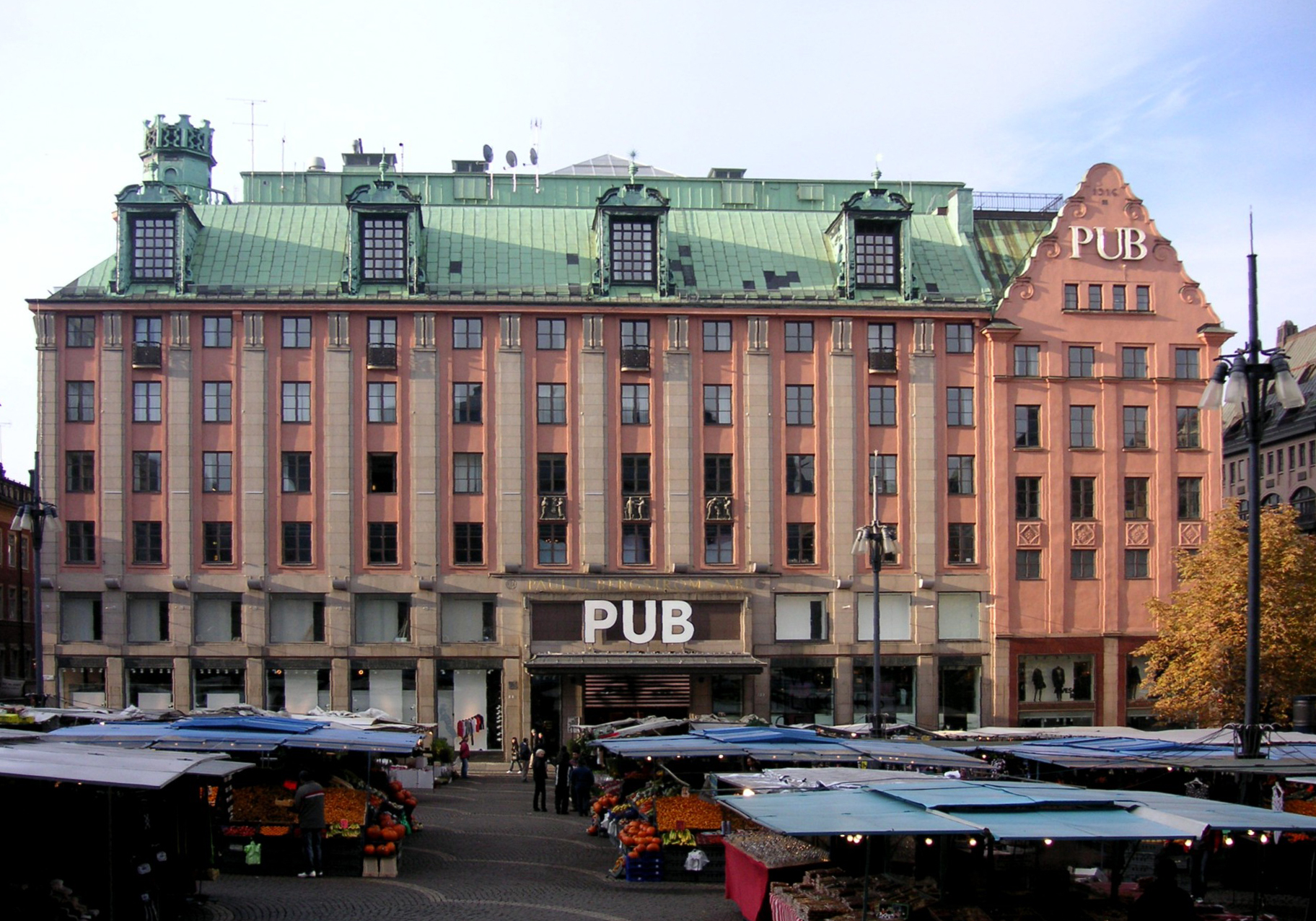
Mot väster (tidigare PUB, numera Hotellet Haymarket).
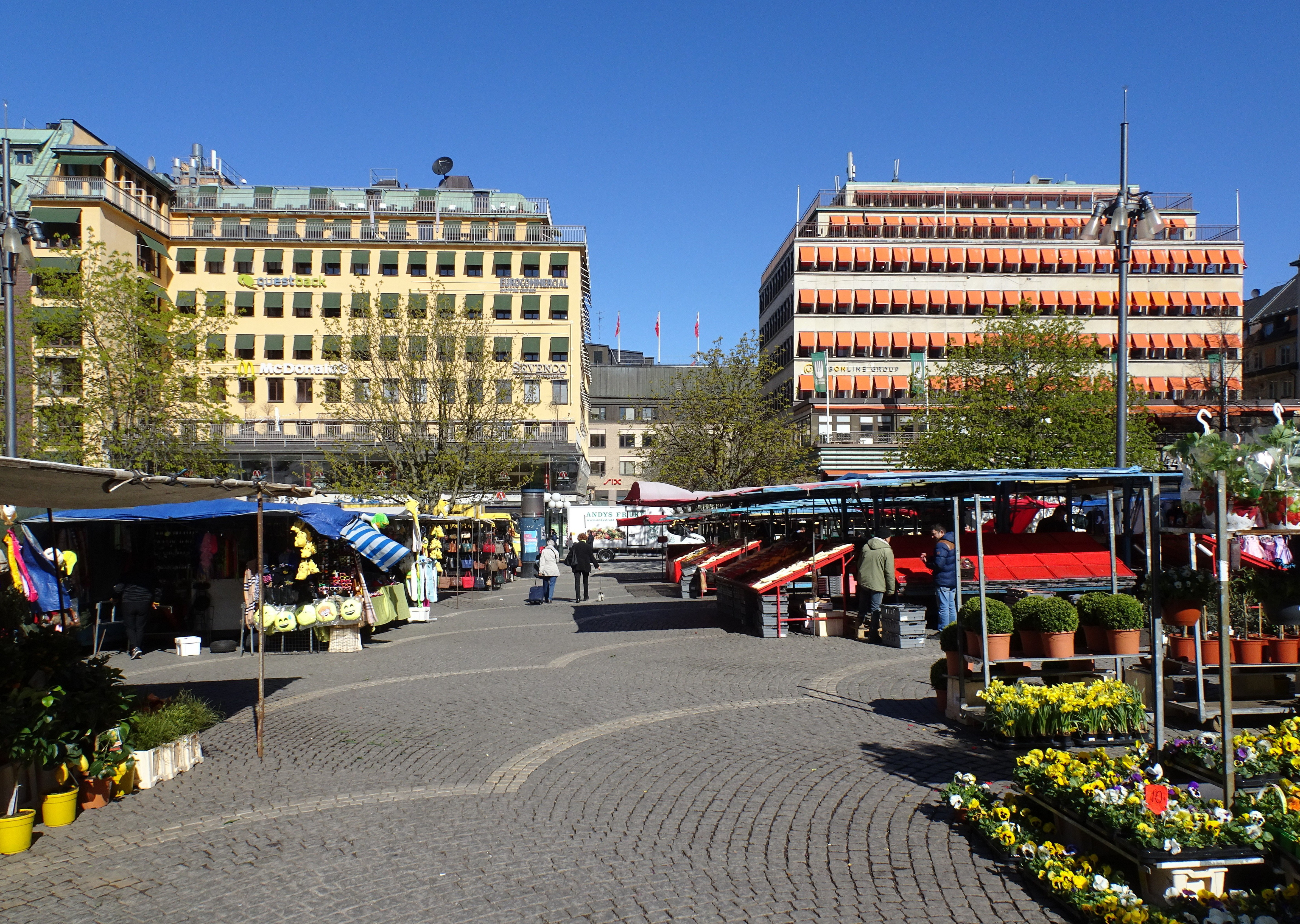
Mot norr (Kungsgatan och Kungshallen).

## Byggnader vid Hötorget

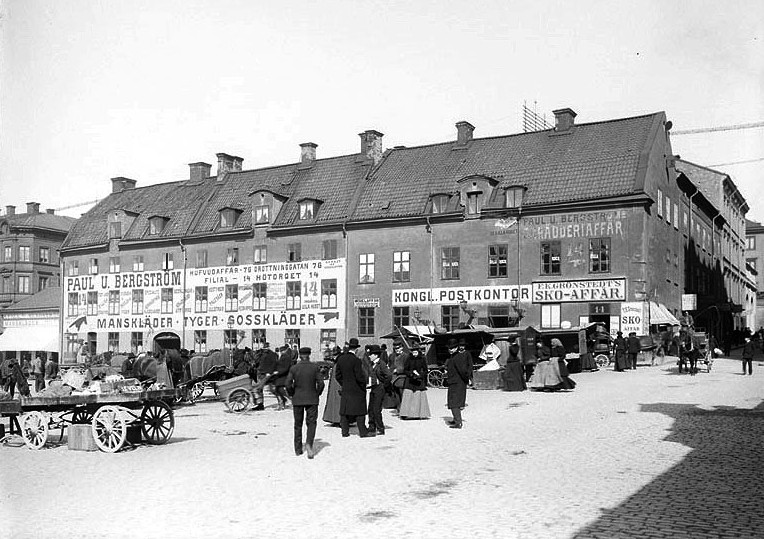
Hötorget mot öster, 1898 (idag platsen för Stockholms Konserthus).

Bostadsbebyggelse från 1700-talet och 1800-talet med bodar och hantverkslokaler omgav Hötorget ända fram till omkring år 1920. Jernkramhandlaren John Wall öppnade sin första järnhandel här 1856. På 1880- och 1890-talet inrättade Paul U. Bergström butiker i flera hus runt torget. Det stora PUB-huset restes i omgångar år 1916 och 1924.
Konserthuset med sin blå fasad uppfördes 1923-1926 med Ivar Tengbom som arkitekt. Det är en arkitektonisk tanke att den imponerande klassiska kolonnfasaden förlades mot det folkliga myllrande torget och inte mot den breda Sveavägen (som visserligen inte fanns söder om Kungsgatan annat än på ritbordet). Byggnaden räknas som ett av de främsta exemplen på svensk 1920-talsklassicism. Framför konserthuset, på Hötorgssidan, står Carl Milles staty Orfeusgruppen.
I samband med omdaningen av Stockholms city var det nödvändigt att riva den gamla saluhallen från 1880-talet för att ge plats till nya Hötorgscity. Den gamla hallen revs 1953 och den nya Hötorgshallen byggdes efter ritningar av arkitekten David Helldén på samma ställe, en våning under markplanet. Därmed fick Hötorgets södra del ett helt nytt ansikte, medan vyn mot öst, väst och norr är samma som på 1930-talet. 2015 stängdes Pub-varuhuset och under 2016 öppnades istället hotellet Haymarket by Scandic.

### Bilder, torghandeln och loppmarknad

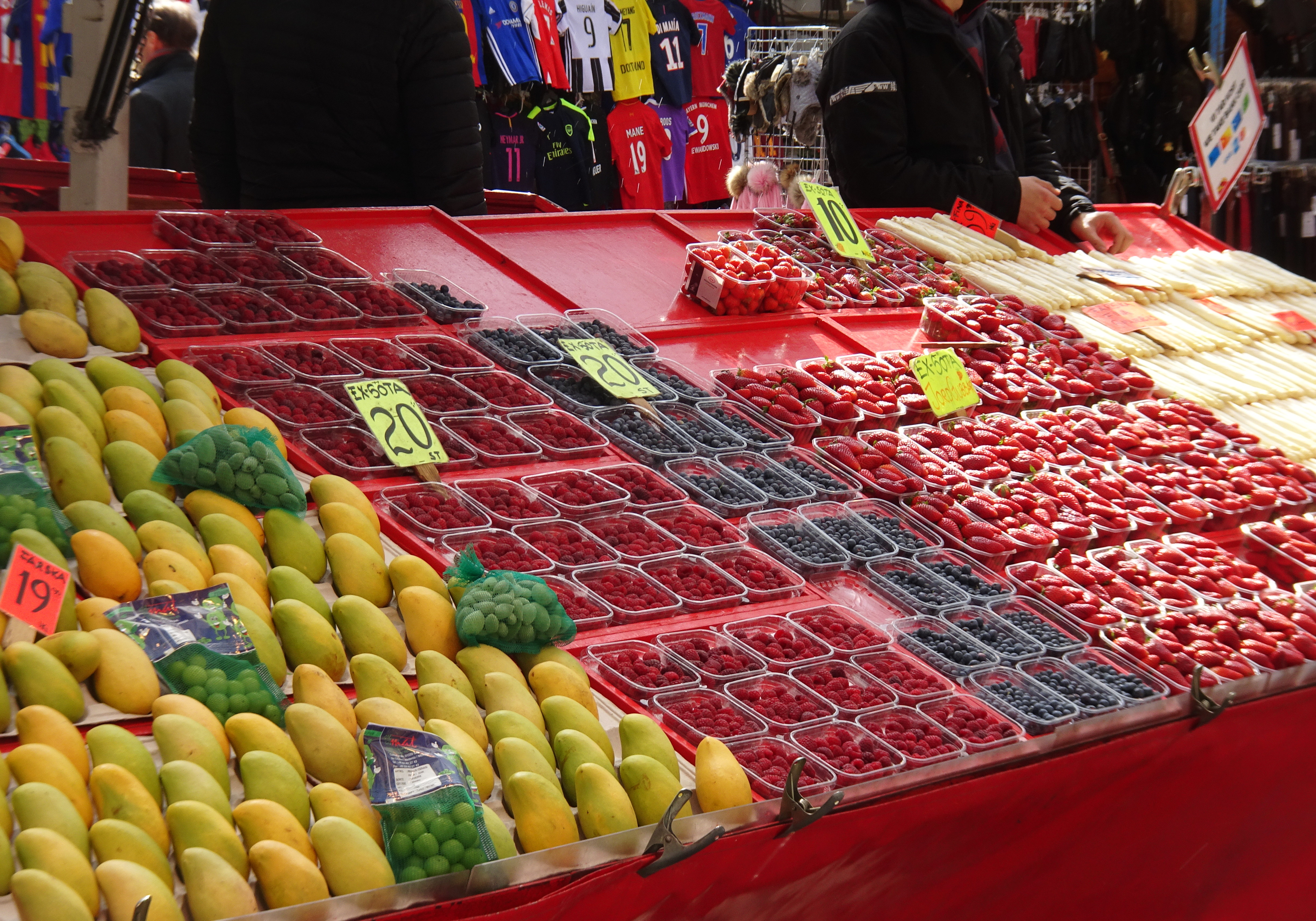
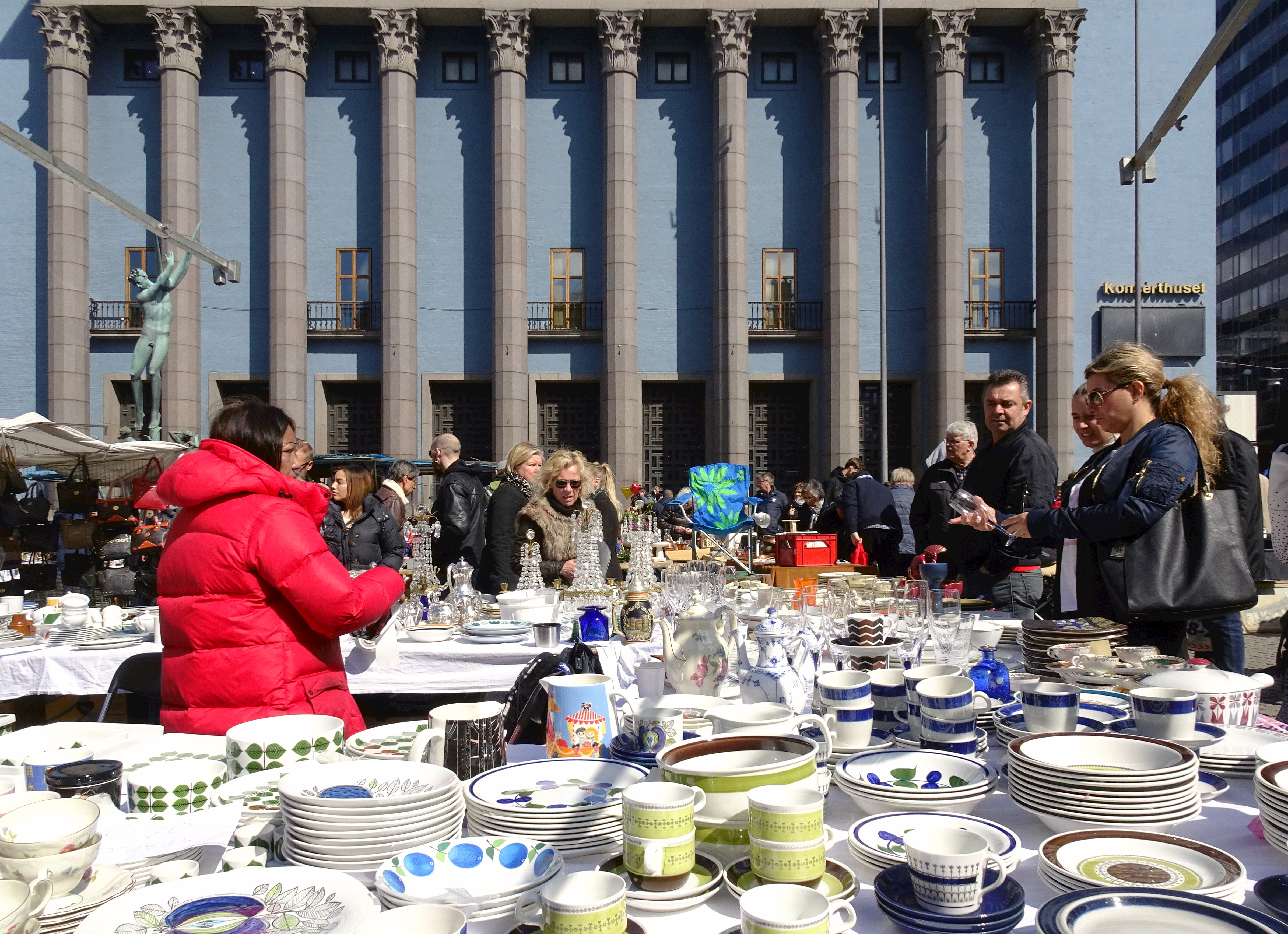
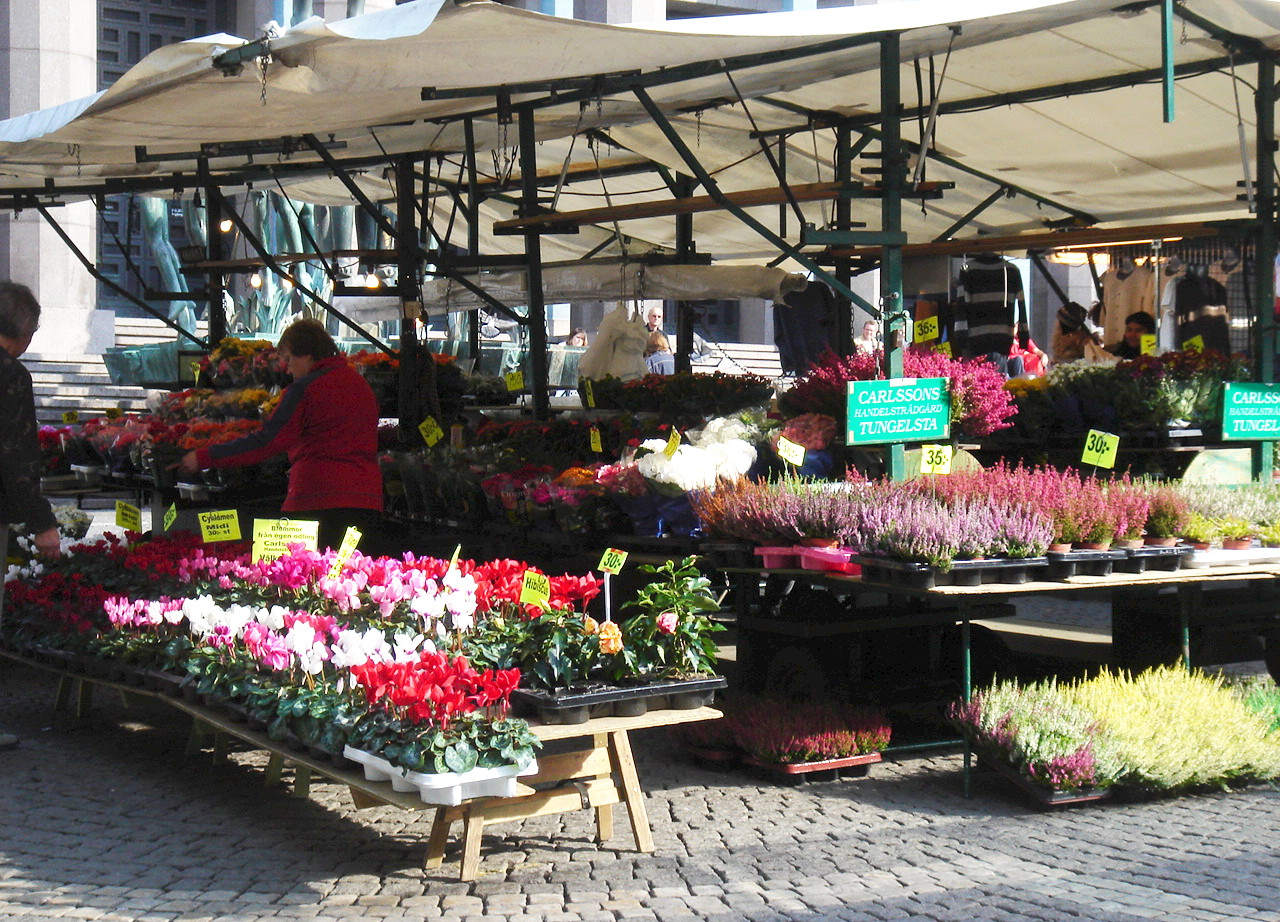
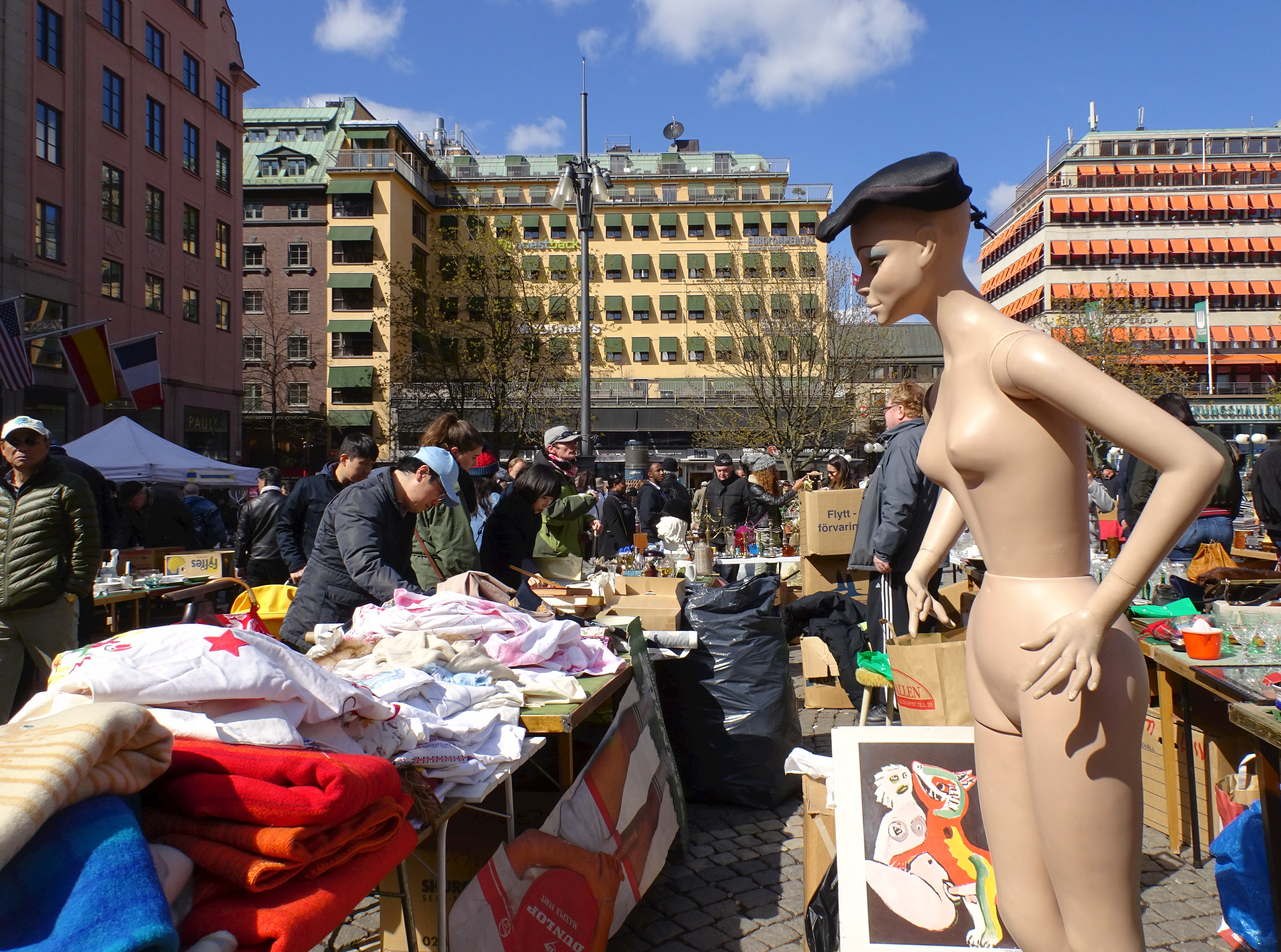
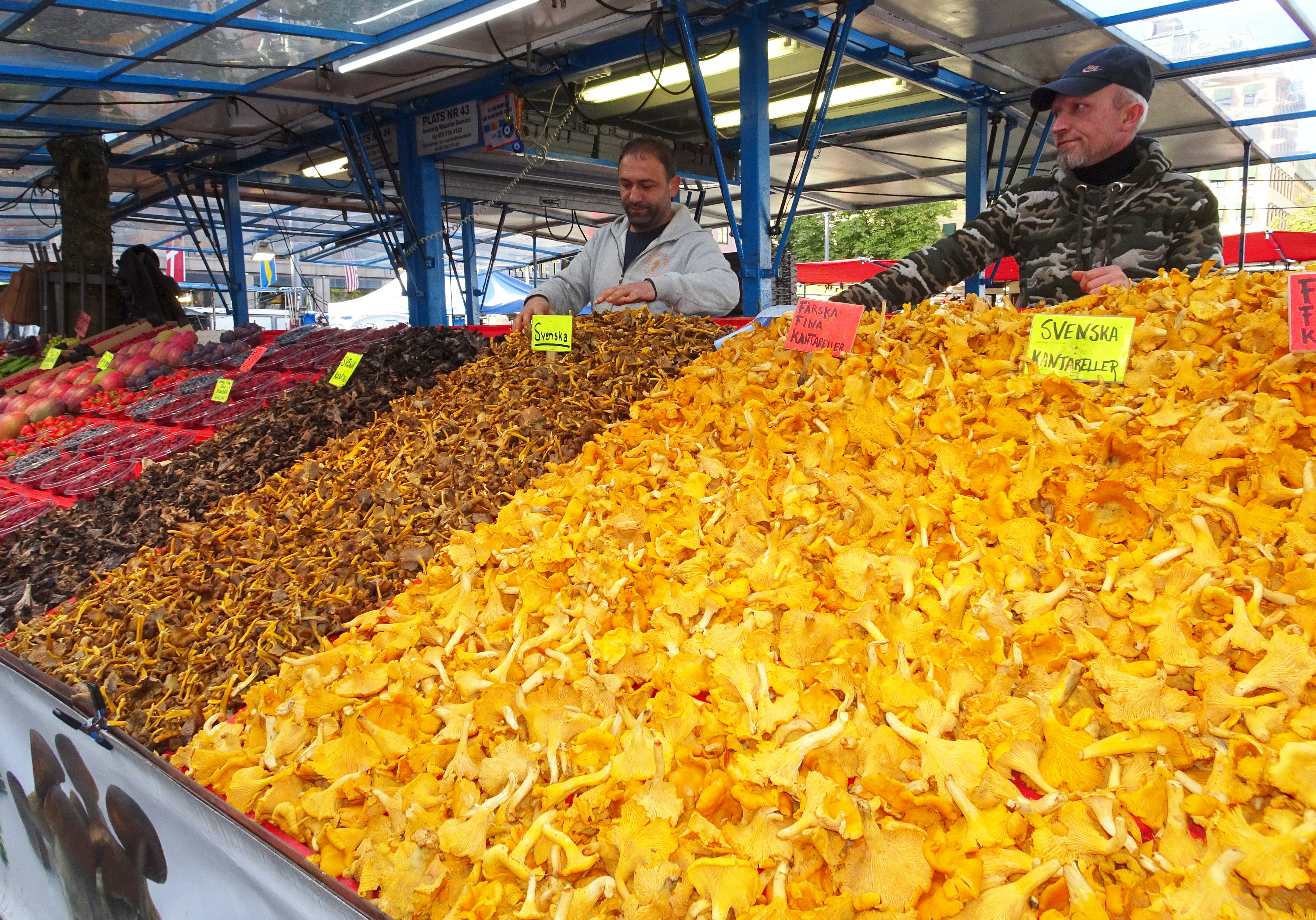

## Framtidsträdet på Hötorget
Till det första Framtidsmötet som den ideella föreningen Globträdet arrangerade 1986 avsatte Stockholms gatukontor en plats på Hötorget nedanför Stockholms Konserthus där en ask planterades som fick heta Framtidsträdet. Framtidsträdet är en mångkulturell mötesplats som förenar gamla och nya symbolhandlingar.

## Tunnelbanestationen
Hötorgets tunnelbanestation ligger i anslutning till torget. Den trafikeras av gröna linjen och öppnades den 26 oktober 1952, som ändstation för den samma datum invigda tunnelbanan till Vällingby. Då med namnet Kungsgatan, den 24 november 1957 fick stationen det nuvarande namnet.

## Panorama från norr

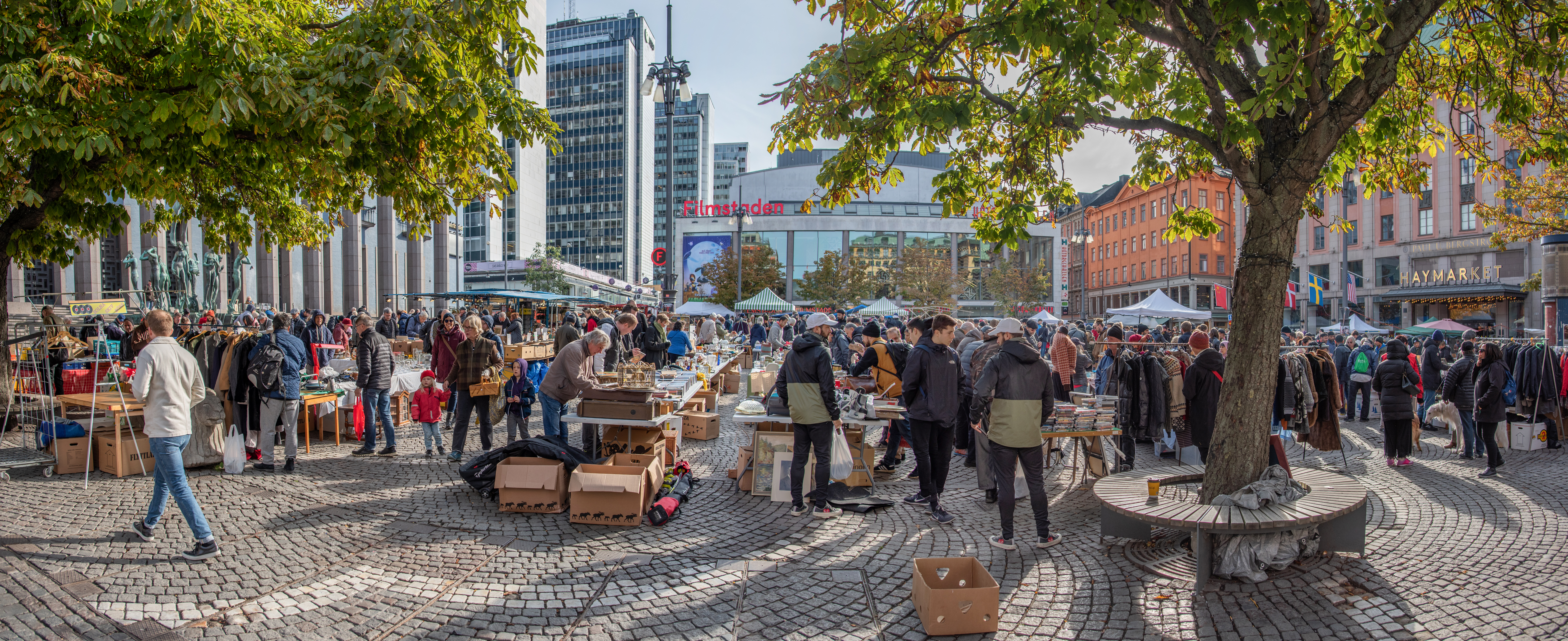
Hötorgets loppmarknad på hösten 2019